# Conor Morgan
Conor Seamus William Morgan (Victoria; 3 de agosto de 1994) es un baloncestista canadiense con pasaporte irlandés que pertenece a la plantilla del Beşiktaş de la BSL turca. Con 2,06 metros de estatura, juega en la posición de Ala-Pívot.

## Trayectoria deportiva

### NCAA
Jugó en la NCAA en las filas de los UBC Thunderbirds (equipo de la Universidad de British Columbia) entre 2013 y 2017. Tras no ser seleccionado en el Draft de la NBA de 2017 se convirtió en agente libre sin restricciones.

### Carrera Profesional
Tras su no elección en el draft, en mayo de 2018 ficha por el equipo neozelandés de Southland Sharks de la National Basketball League (NBL)
por 3 meses, para la disputa de la liga de verano, en la que promedia 16 puntos, 6 rebotes y 3 asistencias por partido.
El 28 de julio de 2018 se oficializa su fichaje por el Club Joventut Badalona de la Liga ACB por dos temporadas.
Tras finalizar su contrato con el club catalán, el 30 de junio de 2021 se hizo oficial su fichaje por el Morabanc Andorra por dos temporadas.
En la temporada 2022-23, firma por el WKS Śląsk Wrocław de la Polska Liga Koszykówki.
El 5 de febrero de 2023, el Bahçeşehir Koleji S.K. de la BSL anuncia su fichaje tras la lesión de Jerry Boutsiele.
El 19 de julio de 2023, se anuncia su fichaje por los London Lions de la British Basketball League para las próximas 2 temporadas.
El 28 de junio de 2024 firmó con el Beşiktaş de la BSL turca.